# Le Mesnil-Esnard
Le Mesnil-Esnard és un municipi francès situat al departament del Sena Marítim i a la regió de Normandia. L'any 2007 tenia 6.692 habitants.

## Demografia

### Població
El 2007 la població de fet de Le Mesnil-Esnard era de 6.692 persones. Hi havia 2.715 famílies de les quals 715 eren unipersonals (246 homes vivint sols i 469 dones vivint soles), 980 parelles sense fills, 887 parelles amb fills i 133 famílies monoparentals amb fills.
La població ha evolucionat segons el següent gràfic:
Habitants censats

### Habitatges
El 2007 hi havia 2.861 habitatges, 2.751 eren l'habitatge principal de la família, 14 eren segones residències i 96 estaven desocupats. 2.246 eren cases i 572 eren apartaments. Dels 2.751 habitatges principals, 2.036 estaven ocupats pels seus propietaris, 680 estaven llogats i ocupats pels llogaters i 35 estaven cedits a títol gratuït; 95 tenien una cambra, 169 en tenien dues, 364 en tenien tres, 590 en tenien quatre i 1.533 en tenien cinc o més. 2.326 habitatges disposaven pel capbaix d'una plaça de pàrquing. A 1.239 habitatges hi havia un automòbil i a 1.262 n'hi havia dos o més.

### Piràmide de població
La piràmide de població per edats i sexe el 2009 era:
| Homes | Edats   | Dones |
| ----- | ------- | ----- |
| 0     | 95 o +  | 0     |
| 12    | 90 a 94 | 60    |
| 8     | 85 a 89 | 80    |
| 20    | 80 a 84 | 60    |
| 136   | 75 a 79 | 156   |
| 116   | 70 a 74 | 140   |
| 152   | 65 a 69 | 144   |
| 152   | 60 a 64 | 188   |
| 180   | 55 a 59 | 224   |
| 300   | 50 a 54 | 304   |
| 232   | 45 a 49 | 292   |
| 296   | 40 a 44 | 280   |
| 184   | 35 a 39 | 252   |
| 116   | 30 a 34 | 124   |
| 124   | 25 a 29 | 104   |
| 220   | 20 a 24 | 192   |
| 244   | 15 a 19 | 248   |
| 216   | 10 a 14 | 236   |
| 228   | 5 a 9   | 204   |
| 180   | 0 a 4   | 112   |

## Economia
El 2007 la població en edat de treballar era de 4.164 persones, 2.893 eren actives i 1.271 eren inactives. De les 2.893 persones actives 2.701 estaven ocupades (1.384 homes i 1.317 dones) i 192 estaven aturades (107 homes i 85 dones). De les 1.271 persones inactives 490 estaven jubilades, 551 estaven estudiant i 230 estaven classificades com a «altres inactius».

### Ingressos
El 2009 a Le Mesnil-Esnard hi havia 2.766 unitats fiscals que integraven 6.837,5 persones, la mediana anual d'ingressos fiscals per persona era de 25.531 €.

### Activitats econòmiques
Dels 333 establiments que hi havia el 2007, 3 eren d'empreses alimentàries, 1 d'una empresa de fabricació de material elèctric, 10 d'empreses de fabricació d'altres productes industrials, 19 d'empreses de construcció, 84 d'empreses de comerç i reparació d'automòbils, 17 d'empreses de transport, 17 d'empreses d'hostatgeria i restauració, 10 d'empreses d'informació i comunicació, 25 d'empreses financeres, 21 d'empreses immobiliàries, 48 d'empreses de serveis, 55 d'entitats de l'administració pública i 23 d'empreses classificades com a «altres activitats de serveis».
Dels 54 establiments de servei als particulars que hi havia el 2009, 1 era una oficina d'administració d'Hisenda pública, 1 oficina de correu, 8 oficines bancàries, 2 autoescoles, 2 guixaires pintors, 1 fusteria, 2 lampisteries, 3 electricistes, 8 empreses de construcció, 7 perruqueries, 1 veterinari, 8 restaurants, 4 agències immobiliàries, 2 tintoreries i 4 salons de bellesa.
Dels 30 establiments comercials que hi havia el 2009, 2 eren supermercats, 1 un supermercat, 1 una botiga de més de 120 m², 2 fleques, 4 carnisseries, 1 una carnisseria, 1 una botiga de congelats, 2 llibreries, 3 botigues de roba, 2 botigues d'equipament de la llar, 2 sabateries, 2 botigues d'electrodomèstics, 1 una botiga d'electrodomèstics, 1 una botiga de mobles, 1 una perfumeria i 4 floristeries.
L'any 2000 a Le Mesnil-Esnard hi havia 7 explotacions agrícoles.

## Equipaments sanitaris i escolars
El 2009 hi havia 1 psiquiàtric, 2 farmàcies i 1 ambulància.
El 2009 hi havia 1 escola maternal i 3 escoles elementals. A Le Mesnil-Esnard hi havia 2 col·legis d'educació secundària i 2 liceus d'ensenyament general. Als col·legis d'educació secundària hi havia 1.342 alumnes i als liceus d'ensenyament general 1.328.

## Poblacions més properes
El següent diagrama mostra les poblacions més properes.